# Аборти в Нікарагуа

Правовий статус абортів у світі:
Легальний
Легальний при зґвалтуванні та за медико-соціальними показниками
Легальний у випадках (або заборонений, окрім випадків) зґвалтування, медико-соціальних протипоказань
Заборонений, окрім випадків зґвалтування та медико-соціальних протипоказань
Заборонений, окрім випадків загрозі життя матері, та при наявності психічних і патологічних протипоказань
Заборонений без виключень
Відмінності за регіонами
Відсутні дані

Аборти в Нікарагуа заборонені законом без винятків. До набрання чинності нового закону 18 листопада 2006 року закон дозволяв переривати вагітність через «терапевтичні причини» але нині ці пункти закону втратили чинність. 

## Закони про аборти в Нікарагуа
До 18 листопада 2006 закон дозволяв терапевтичні аборти за згодою жінки і трьох лікарів. Поняття «терапевтичний аборт», загалом, застосовувалося до випадків, коли життя вагітної жінки було в небезпеці.
До листопада 2006 року будь-яка людина, що вчинила аборт жінці без її згоди, підлягала покаранню від трьох до шести років тюремного ув'язнення. Якщо аборт виконували за згодою жінки, її й самого виконавця аборту засуджували до ув'язнення строком від одного до чотирьох років. Якщо жінка намагалася зробити аборт сама собі, то термін ув'язнення становив від чотирьох до восьми років. Особу, яка виконувала або намагалася виконати аборт, при якому вагітна жінка зазнавала поранення, засуджували до ув'язнення на строк від чотирьох до десяти років, у разі настання смерті вагітної жінки – від шести до десяти років.
У жовтні 2006 року перед загальними виборами 5 листопада 2006 року Національні збори схвалили білль про ще більше обмеження абортів (52 голоси за, жодного проти, 9 депутатів утрималися, 29 відсутні). Європейський союз та ООН наполягали, щоб голосування відклали до президентських виборів. Новий закон заборонив аборти за будь-яких обставин, таким чином Нікарагуа стала шостою країною в яких повністю заборонили аборти (після Філіппін, Чилі, Сальвадору, Мальти і Ватикану). Втім, Збори відкинули пропозицію збільшити покарання за проведення нелегального аборту від 10 до 30 років тюремного ув'язнення. Президент Нікарагуа Енріке Боланьйос підтримав цю міру і 17 листопада 2006 року підписав закон. Групи прихильників руху прочойс у Нікарагуа піддали критиці зміну законодавства про аборти, а одна з груп (women's Autonomous Movement) була готовою звернутися до суду для отримання судової заборони на дію закону до набрання ним чинності. 

## Справа Рози
Одна зі справ про переривання вагітності в Нікарагуа, яке провели згідно з чинним тоді винятком з заборони на аборти, привернула загальну увагу.
2003 року дев'ятирічна дівчинка на ім'я Роза завагітніла внаслідок зґвалтування. Сім'я дівчинки, яка тоді проживала в Коста-Риці, повернулася в Нікарагуа після того як адміністрація коста-риканського шпиталю відмовилась переривати вагітність. Після успішного проведення аборту в приватній клініці міністр охорони здоров'я Нікарагуа Люсія Сальво оголосила, що в процедурі аборту мав місце склад злочину, влада висунула звинувачення на адресу учасників процедури. Однак генеральний прокурор Марія дель Кармен Солорзано постановила, що проведення аборту не порушило закон, оскільки його виконано заради збереження життя дівчинки.
Справа Рози привернула увагу міжнародної спільноти і призвела до інтенсивних дебатів усередині Нікарагуа. Архієпископ Манагуа Мігель Обандо-і-Браво заявив що сім'я та лікарі, які взяли участь в акті аборту, тим самим відлучили себе від римо-католицької церкви, нікарагуанські єпископи опублікували відкритого листа, в якому прирівняли переривання вагітності до терористичного акту. Також лунали голоси, які закликали до лібералізації нікарагуанських законів. 

## Опитування громадської думки
Опитування Greenberg Quinlan Rosner Research, проведений з серпня по вересень 2006 року, показав, що на питання про допустимість абортів для порятунку життя матері 20% нікарагуанців твердо заявили, що аборт в цьому випадку має бути законним, 49% вважають, що в цьому випадку аборт буде якоюсь мірою законним, 18% твердо вважали, що аборт буде незаконним, 10% — що він якоюсь мірою буде незаконним.

## ДоповідьHuman Rights Watch
Організація Human Rights Watch у своїй доповіді від жовтня 2007 року розповідає про смерть щонайменше вісімдесяти нікарагуанських жінок упродовж 11 місяців після введення повної заборони на аборти. Для складання доповіді відбулись інтерв'ю з чиновниками охорони здоров'я, жінками, які потребували медичних послуг, лікарями приватної системи охорони здоров'я та членами сімей жінок загиблих внаслідок введення заборони на аборти.
Побічним ефектом введення заборони стало зменшення надання інших видів акушерських послуг для жінок. У доповіді сказано: «У той час як лікарів не притягують до відповідальності за злочинні аборти, наскільки нам відомо, сама можливість висунення звинувачень за надання медичних послуг заради врятування життя мала смертоносний ефект... Міністерство охорони здоров'я не проводить спостереження за повним застосуванням настанов, не систематизує скарги на затримку медичних послуг або відмову у їх наданні, а також досі не вивчено вплив закону на життя та здоров'я жінок». У доповіді наведено цитату акушера «відтоді, як підписано закон, [громадські лікарні] не займаються кровотечами в будь-якій формі, навіть кровотечами, що виникають після менопаузи».
Чиновники міністерства охорони здоров'я Нікарагуа заявили представникам організації Human Rights Watch, що вони не володіють жодними офіційними документами про наслідки повної заборони на аборти і не планують збирати подібну документацію. Тож заяви, що заборона не викликала жіночих смертей, не є обґрунтованими. Для контрасту в доповіді наведено кілька історій хвороб. Служби новин доповідали про 82 смертей за менш як річний період після введення заборони.
На думку Human Rights Watch закон навмисно позбавляє жінок доступу до медичних послуг, які необхідні, щоб врятувати їм життя, а це суперечить зобов'язанням Нікарагуа перед міжнародним законом з прав людини, які гарантують жінці право на життя. Рапорт організації називається Over Their Dead Bodies (Через їхні трупи).